# Countryfile
Countryfile is een Brits televisieprogramma dat wekelijks wordt uitgezonden op BBC One en verslag doet over plattelands-, landbouw- en milieuvraagstukken.
Het programma wordt momenteel gepresenteerd door John Craven, Adam Henson, Matt Baker, Tom Heap, Ellie Harrison, Paul Martin, Helen Skelton, Charlotte Smith, Steve Brown, Sean Fletcher, Anita Rani en Sammi Kinghorn.